# Пътуване на юг
„Пътуване на юг“ (на английски: Goin' South) е американски филм от 1978 година, уестърн комедия на режисьора Джак Никълсън по сценарий на Джон Хърман Шанър, Ал Рамръс, Чарлз Шайър и Алън Мандъл.
В центъра на сюжета е осъден на смърт бандит в Тексас, който се жени за да избегне екзекуцията си и е принуден да участва в опитите на съпругата си да открие злато в своя имот. Главните роли се изпълняват от Джак Никълсън, Мери Стийнбъргън, Кристофър Лойд, Вероника Картрайт.
За участието си в „Пътуване на юг“ Стийнбъргън е номинирана за „Златен глобус“ за дебютираща актриса.